# Río Umia
Der Río Umia ist ein ca. 67 km langer Küstenfluss in der Provinz Pontevedra in der autonomen Region Galicien im Nordwesten Spaniens. 

## Verlauf
Der Río Umia entspringt in den galicischen Bergen nahe dem Weiler A Reigosa. Er fließt hauptsächlich in westliche und südwestliche Richtungen und mündet ca. 20 km südwestlich der Kleinstadt Caldas de Reis in die Meeresbucht der Ría de Arousa.

## Nebenflüsse und Stausee
Mehrere kleine, teils namenlose Bäche speisen den Rio Umia, der östlich von Caldas de Reis im Stausee Encoro de Caldas de Reis gestaut wird.

## Orte am Fluss
- Caldas de Reis

## Sehenswürdigkeiten
Im Wald bei Caldas de Reis versteckt liegt die einbogige, wegen ihrer Spannweite von ca. 15 m oft als „Römerbrücke“ bezeichnete Puente Segade. Sie wurde jedoch erst im Jahr 1720 als Steinbrücke über den Río Umia errichtet.